# Cagiva 900 Gran Canyon
La 900 Gran Canyon est un modèle de motocyclette, produit par la firme italienne Cagiva.
La Gran Canyon apparaît pour la première fois au salon de Cologne en 1996 en tant que remplaçante de la 900 Elefant. De lourds soucis financiers font qu'il faut attendre le début de l'année 1998 pour que les premiers modèles arrivent en concession. Moins tournée vers le tout-terrain que sa devancière, la Gran Canyon prend le phénomène de mode actuel où les trails s'orientent vers un usage plus routier.
Elle est motorisée par un bicylindre en V d'origine Ducati de 904 cm³, alimenté par un système d'injection électronique Weber. Ce moteur offre 73 chevaux à 8 000 tr/min et 8 mkg de couple à 5 500 tr/min. Il possède les culasses du même moteur Ducati en configuration 750 cm³ qui a des plus petites soupapes que les versions du 904 cm³ utilisées sur d'autres modèles Ducati. Cette configuration est censée favoriser les reprises à bas régime. 

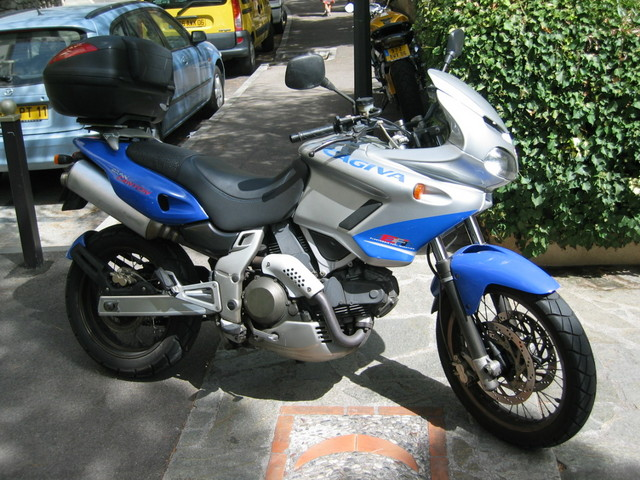
Cagiva 900 Gran Canyon

La fourche télescopique est estampillée Marzocchi, tandis que le monoamortisseur provient de chez Boge.
Le freinage est confié à Nissin, avec deux disques de 296 mm à l'avant et un disque de 240 mm à l'arrière, pincés par des étriers double pistons.
Le cadre est entièrement revu par rapport à l'Elefant, ainsi que l’échappement. Le collecteur avant maintenant libéré du berceau de cadre qui l’entravait passe par le dessus de l’embrayage, se frayant un passage qui facilite un passage à deux silencieux.
Héritage des Elefants engagées au Paris-Dakar, le réservoir de 20 litres est en fait l'accouplement de deux demi-réservoirs. Cette disposition permet de continuer à avoir de l'essence si, lors d'une chute, un côté du réservoir est percé. Utile dans le désert, ce montage se révèle fastidieux au quotidien, puisqu'il faut remplir successivement les deux demi-réservoirs. Le haut du réservoir est donc orné de deux bouchons.
Elle a été dessinée par Pierre Terblanche au CRC (Cagiva Research Center à Saint-Marin).
La version destinée aux États-Unis possède des clignotants différents ainsi qu'un dispositif pour rebrûler les gaz d'échappement.
Pour son lancement, et à l'occasion de la Coupe du monde de football de 1998, l'importateur français, la SIMA, propose une série limitée appelée « Coupe du monde ». Ce modèle diffère du modèle standard par sa peinture, bleue et rouge. Un exemplaire de cette machine a été offert à chacun des 22 joueurs sélectionnés.
La 900 Gran Canyon cède sa place au sein de la gamme Cagiva en 2000 à la 1000 Navigator. La fourniture des moteurs du Gran Canyon faisait partie de l'accord de vente de Ducati par Cagiva. Ducati ayant développé le Multistrada, n'a pas souhaité renouveler l'accord (renouvelable en cas d'accord des deux parties). Cagiva s'est donc tourné vers Suzuki, la Gran Canyon devenant ainsi la 1000 Navigator avec le moteur de la TL1000S modifié au niveau des arbres a cames, de l'injection et des échappements, ainsi qu'une jante avant de 18 pouces.